# Grand Prix automobile d'Australie 1997
GP précédent GP suivant
Le Grand Prix automobile d'Australie 1997 (Qantas Australian Grand Prix), disputé le 9 mars 1997 sur le circuit de l'Albert Park, est la 598e épreuve du championnat du monde de Formule 1 courue depuis 1950. Il s'agit de la treizième édition du Grand Prix d'Australie comptant pour le championnat du monde de Formule 1 et de la première manche du championnat 1997.

## Contexte
Le Grand Prix d'Australie 1997 est le premier de la saison. Deux nouvelles écuries font leur apparition en Formule 1 : Stewart Grand Prix et Lola-MasterCard. Quant à l'écurie Ligier, rachetée par Alain Prost, elle est rebaptisée Prost Grand Prix,.
Concernant les pilotes, le champion du monde en titre, Damon Hill, n'a pas été conservé par l'écurie Williams et s'engage avec Arrows, avant-dernière du championnat 1996, rejetant une offre de Jordan,,.
Damon Hill n'a signé que pour une seule saison chez Arrows car il espère ensuite rejoindre McLaren qui avait déjà annoncé le recrutement de l'ingénieur de Williams, Adrian Newey, pour la saison 1998.
Chez Arrows, le coéquipier de Hill est Pedro Diniz qui pilotait pour Ligier la saison précédente.
Pour remplacer Hill, Williams recrute Heinz-Harald Frentzen en provenance de Sauber. Ce jeu des chaises musicales entraîne l'arrivée de Nicola Larini, pilote de réserve chez Ferrari, au poste de titulaire chez Sauber.
Pour sa première saison en F1, Stewart recrute Jan Magnussen, sans volant en 1996 et Rubens Barrichello, qui pilotait pour Jordan depuis 1993 et était en fin de contrat,.
Également nouvelle venue en F1, l'écurie Lola-MasterCard recrute Ricardo Rosset (en provenance d'Arrows) et Vincenzo Sospiri (pilote-essayeur chez Benetton). Les deux pilotes étaient coéquipiers chez Super Nova Racing lors du Championnat international de Formule 3000 1995, Sospiri remportant le titre devant Rosset.
De son côté, Prost Grand Prix conserve Olivier Panis, vainqueur du Grand Prix de Monaco en 1996, et pour pallier le départ de Pedro Diniz, l'écurie française recrute le Japonais Shinji Nakano afin de satisfaire aux exigences de son motoriste et de son manufacturier, tous deux japonais (Mugen-Honda et Bridgestone).
L'écurie irlandaise Jordan décide ne pas garder ses deux pilotes qui arrivent en fin de contrat : Rubens Barrichello (qui file chez Stewart) et Martin Brundle qui met un terme à sa carrière en F1 pour devenir directeur de l'écurie Arrows. Pour les remplacer, Jordan recrute Ralf Schumacher, petit-frère de Michael et Giancarlo Fisichella, qui était chez Minardi et a été préféré à Jean-Christophe Boullion,. Contractuellement, Fisichella, dont les intérêts sont gérés par Flavio Briatore, appartient à l'écurie Benetton et est prêté pour une saison.
Le pilote néerlandais Jos Verstappen quitte Arrows et s'engage avec Tyrrell où il fera équipe avec Mika Salo présent au sein de l'écurie depuis 1995.
Trois écuries conservent les mêmes pilotes qu'en 1996 : Ferrari (Schumacher et Irvine), McLaren (Coulthard et Hakkinen) et Benetton (Alesi et Berger).

## Engagés
Les douze écuries inscrites au championnat du monde 1997 sont toutes présentes pour la première manche de la saison. Il en va de même pour les vingt-quatre pilotes titulaires. Cinq pilotes participent au premier Grand Prix de leur carrière : Ralf Schumacher chez Jordan, Jan Magnussen chez Stewart, Shinji Nakano chez Prost, Jarno Trulli chez Minardi, Vincenzo Sospiri chez Lola.
Deux champions du monde participent à ce Grand Prix : le tenant du titre, Damon Hill, et Michael Schumacher, sacré en 1994 et 1995.
Avant le Grand Prix, Damon Hill espère que son écurie, victime de nombreux problèmes lors des Essais hivernaux, va redresser la barre : « Nous avons connu une multitude de petits problèmes cet hiver qui nous ont empêchés de tourner comme nous le souhaitions pour faire connaissance avec la voiture. J'espère que cela va changer ce week-end. »
| Écurie                               | Numéro | Pilotes               | Châssis        | Moteur                | Pneus |
| ------------------------------------ | ------ | --------------------- | -------------- | --------------------- | ----- |
| Danka Arrows Yamaha                  | 1      | Damon Hill            | Arrows A18     | Yamaha 3.0 V10        | B     |
| Danka Arrows Yamaha                  | 2      | Pedro Diniz           | Arrows A18     | Yamaha 3.0 V10        | B     |
| Rothmans Williams Renault            | 3      | Jacques Villeneuve    | Williams FW19  | Renault 3.0 V10       | G     |
| Rothmans Williams Renault            | 4      | Heinz-Harald Frentzen | Williams FW19  | Renault 3.0 V10       | G     |
| Scuderia Ferrari Marlboro            | 5      | Michael Schumacher    | Ferrari F310B  | Ferrari 3.0 V10       | G     |
| Scuderia Ferrari Marlboro            | 6      | Eddie Irvine          | Ferrari F310B  | Ferrari 3.0 V10       | G     |
| Mild Seven Benetton Renault          | 7      | Jean Alesi            | Benetton B197  | Renault 3.0 V10       | G     |
| Mild Seven Benetton Renault          | 8      | Gerhard Berger        | Benetton B197  | Renault 3.0 V10       | G     |
| West McLaren Mercedes                | 9      | Mika Häkkinen         | McLaren MP4-12 | Mercedes-Benz 3.0 V10 | G     |
| West McLaren Mercedes                | 10     | David Coulthard       | McLaren MP4-12 | Mercedes-Benz 3.0 V10 | G     |
| Benson & Hedges Total Jordan Peugeot | 11     | Ralf Schumacher       | Jordan 197     | Peugeot 3.0 V10       | G     |
| Benson & Hedges Total Jordan Peugeot | 12     | Giancarlo Fisichella  | Jordan 197     | Peugeot 3.0 V10       | G     |
| Prost Gauloises Blondes              | 14     | Olivier Panis         | Prost JS45     | Mugen-Honda 3.0 V10   | B     |
| Prost Gauloises Blondes              | 15     | Shinji Nakano         | Prost JS45     | Mugen-Honda 3.0 V10   | B     |
| Red Bull Sauber Petronas             | 16     | Johnny Herbert        | Sauber C16     | Petronas 3.0 V10      | G     |
| Red Bull Sauber Petronas             | 17     | Nicola Larini         | Sauber C16     | Petronas 3.0 V10      | G     |
| PIAA Tyrrell                         | 18     | Jos Verstappen        | Tyrrell 025    | Ford ED4 3.0 V8       | G     |
| PIAA Tyrrell                         | 19     | Mika Salo             | Tyrrell 025    | Ford ED4 3.0 V8       | G     |
| Minardi F1 Team                      | 20     | Ukyo Katayama         | Minardi M197   | Hard 3.0 V8           | B     |
| Minardi F1 Team                      | 21     | Jarno Trulli          | Minardi M197   | Hard 3.0 V8           | B     |
| HSBC Malaysia Stewart Ford           | 22     | Rubens Barrichello    | Stewart SF01   | Ford Zetec-R 3.0 V10  | B     |
| HSBC Malaysia Stewart Ford           | 23     | Jan Magnussen         | Stewart SF01   | Ford Zetec-R 3.0 V10  | B     |
| MasterCard Lola F1 Team              | 24     | Vincenzo Sospiri      | Lola T97/30    | Ford Zetec-R 3.0 V8   | B     |
| MasterCard Lola F1 Team              | 25     | Ricardo Rosset        | Lola T97/30    | Ford Zetec-R 3.0 V8   | B     |

## Résultats des Essais libres
Les Essais libres sont limités à 30 tours avec deux séances le vendredi, de 11 h à 12 h et de 13 h à 14 h et deux séances le samedi, de 9 h à 9 h 45 et de 10 h 15 à 11 h.
Michael Schumacher se montre le plus rapide lors de la séance d'essais libres du vendredi. Celle du samedi est dominée par Jacques Villeneuve.
Dès le vendredi, après seulement sept tours, Damon Hill est confronté à un problème de boîte de vitesses.

### Vendredi
| Pos. | No | Pilote                | Écurie            | Temps          | Écart      | Tours |
| ---- | -- | --------------------- | ----------------- | -------------- | ---------- | ----- |
| 1    | 5  | Michael Schumacher    | Ferrari           | 1 min 32 s 496 |            | 27    |
| 2    | 4  | Heinz-Harald Frentzen | Williams-Renault  | 1 min 32 s 910 | + 0 s 414  | 27    |
| 3    | 7  | Jean Alesi            | Benetton-Renault  | 1 min 33 s 255 | + 0 s 759  | 27    |
| 4    | 3  | Jacques Villeneuve    | Williams-Renault  | 1 min 33 s 371 | + 0 s 875  | 26    |
| 5    | 11 | Ralf Schumacher       | Jordan-Peugeot    | 1 min 33 s 437 | + 0 s 941  | 28    |
| 6    | 6  | Eddie Irvine          | Ferrari           | 1 min 34 s 157 | + 1 s 661  | 21    |
| 7    | 8  | Gerhard Berger        | Benetton-Renault  | 1 min 34 s 271 | + 1 s 775  | 17    |
| 8    | 10 | David Coulthard       | McLaren-Mercedes  | 1 min 34 s 432 | + 1 s 936  | 21    |
| 9    | 16 | Johnny Herbert        | Sauber-Petronas   | 1 min 34 s 593 | + 2 s 097  | 29    |
| 10   | 9  | Mika Häkkinen         | McLaren-Mercedes  | 1 min 34 s 742 | + 2 s 246  | 19    |
| 11   | 12 | Giancarlo Fisichella  | Jordan-Peugeot    | 1 min 34 s 777 | + 2 s 281  | 27    |
| 12   | 14 | Olivier Panis         | Prost-Mugen-Honda | 1 min 34 s 927 | + 2 s 431  | 16    |
| 13   | 1  | Damon Hill            | Arrows-Yamaha     | 1 min 35 s 073 | + 2 s 577  | 26    |
| 14   | 19 | Mika Salo             | Tyrrell-Ford      | 1 min 36 s 142 | + 3 s 646  | 30    |
| 15   | 17 | Nicola Larini         | Sauber-Petronas   | 1 min 36 s 223 | + 3 s 727  | 21    |
| 16   | 21 | Jarno Trulli          | Minardi-Hart      | 1 min 36 s 392 | + 3 s 896  | 16    |
| 17   | 18 | Jos Verstappen        | Tyrrell-Ford      | 1 min 36 s 716 | + 4 s 220  | 24    |
| 18   | 23 | Jan Magnussen         | Stewart-Ford      | 1 min 37 s 023 | + 4 s 527  | 14    |
| 19   | 2  | Pedro Diniz           | Arrows-Yamaha     | 1 min 38 s 092 | + 5 s 596  | 9     |
| 20   | 15 | Shinji Nakano         | Prost-Mugen-Honda | 1 min 39 s 652 | + 7 s 156  | 12    |
| 21   | 22 | Rubens Barrichello    | Stewart-Ford      | 1 min 40 s 002 | + 7 s 506  | 6     |
| 22   | 20 | Ukyo Katayama         | Minardi-Hart      | 1 min 40 s 947 | + 8 s 451  | 7     |
| 23   | 25 | Ricardo Rosset        | Lola-Ford         | 1 min 41 s 166 | + 8 s 670  | 14    |
| 24   | 24 | Vincenzo Sospiri      | Lola-Ford         | 1 min 42 s 590 | + 10 s 094 | 22    |

### Samedi
| Pos. | No | Pilote                | Écurie            | Temps          | Écart      | Tours |
| ---- | -- | --------------------- | ----------------- | -------------- | ---------- | ----- |
| 1    | 3  | Jacques Villeneuve    | Williams-Renault  | 1 min 28 s 594 |            | 26    |
| 2    | 4  | Heinz-Harald Frentzen | Williams-Renault  | 1 min 30 s 026 | + 1 s 432  | 23    |
| 3    | 10 | David Coulthard       | McLaren-Mercedes  | 1 min 30 s 305 | + 1 s 711  | 26    |
| 4    | 6  | Eddie Irvine          | Ferrari           | 1 min 30 s 651 | + 2 s 057  | 26    |
| 5    | 9  | Mika Häkkinen         | McLaren-Mercedes  | 1 min 30 s 674 | + 2 s 080  | 23    |
| 6    | 5  | Michael Schumacher    | Ferrari           | 1 min 30 s 682 | + 2 s 088  | 30    |
| 7    | 11 | Ralf Schumacher       | Jordan-Peugeot    | 1 min 31 s 071 | + 2 s 477  | 22    |
| 8    | 16 | Johnny Herbert        | Sauber-Petronas   | 1 min 31 s 197 | + 2 s 603  | 30    |
| 9    | 17 | Nicola Larini         | Sauber-Petronas   | 1 min 31 s 281 | + 2 s 687  | 21    |
| 10   | 14 | Olivier Panis         | Prost-Mugen-Honda | 1 min 31 s 303 | + 2 s 709  | 26    |
| 11   | 8  | Gerhard Berger        | Benetton-Renault  | 1 min 31 s 389 | + 2 s 795  | 21    |
| 12   | 7  | Jean Alesi            | Benetton-Renault  | 1 min 31 s 635 | + 3 s 041  | 27    |
| 13   | 12 | Giancarlo Fisichella  | Jordan-Peugeot    | 1 min 32 s 027 | + 3 s 433  | 16    |
| 14   | 20 | Ukyo Katayama         | Minardi-Hart      | 1 min 32 s 264 | + 3 s 670  | 24    |
| 15   | 22 | Rubens Barrichello    | Stewart-Ford      | 1 min 32 s 826 | + 4 s 232  | 16    |
| 16   | 19 | Mika Salo             | Tyrrell-Ford      | 1 min 33 s 194 | + 4 s 600  | 30    |
| 17   | 15 | Shinji Nakano         | Prost-Mugen-Honda | 1 min 33 s 415 | + 4 s 821  | 27    |
| 18   | 21 | Jarno Trulli          | Minardi-Hart      | 1 min 33 s 588 | + 4 s 994  | 29    |
| 19   | 18 | Jos Verstappen        | Tyrrell-Ford      | 1 min 33 s 679 | + 5 s 085  | 30    |
| 20   | 2  | Pedro Diniz           | Arrows-Yamaha     | 1 min 33 s 693 | + 5 s 099  | 18    |
| 21   | 23 | Jan Magnussen         | Stewart-Ford      | 1 min 33 s 767 | + 5 s 173  | 21    |
| 22   | 1  | Damon Hill            | Arrows-Yamaha     | 1 min 34 s 640 | + 6 s 046  | 9     |
| 23   | 25 | Ricardo Rosset        | Lola-Ford         | 1 min 41 s 416 | + 12 s 822 | 5     |
| 24   | 24 | Vincenzo Sospiri      | Lola-Ford         | 1 min 44 s 286 | + 15 s 692 | 8     |

## Qualifications

### Résultats des qualifications

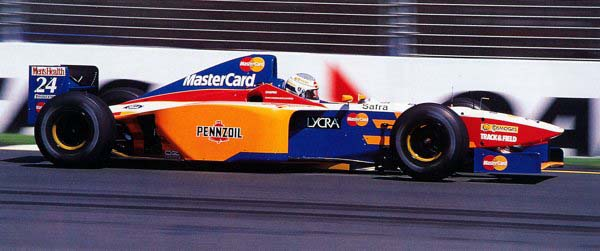
La Lola T97/30 dans une de ses rares apparitions en Grand Prix.

Comme c'est le cas depuis la saison 1996, il n'y a plus qu'une seule séance de qualifications, le samedi de 13 h à 14 h, et elle est limitée à douze tours complets maximum par pilote. Également introduite en 1996, la règle des 107% est toujours en vigueur : si un pilote signe un temps supérieur à 107% de celui de la pole position, il ne sera pas autorisé à prendre le départ de la course.
Jacques Villeneuve réalise la première pole position de la saison.
La séance a été interrompue par un drapeau rouge après un accrochage entre Gerhard Berger et Nicola Larini dans la ligne droite entre les virages 10 et 11. À cause de cela, de nombreux pilotes se sont retrouvés sous pression pour réaliser un temps sous les 107% avant la fin de la séance. Parmi les principaux pilotes menacés, Damon Hill, handicapé par une fuite d'huile, mais il parvient à se qualifier.
Trois pilotes terminent les qualifications au-delà des 107% : Pedro Diniz, qui est repêché pour avoir roulé sous la barre des 107% lors des essais libres, et les deux pilotes de l'écurie Lola, Ricardo Rosset et Vincenzo Sospiri.
Pour l'écurie Lola, le coup est rude car son patron, Eric Broadley, se montrait confiant avant la saison : « Si nous n'arrivons pas à battre Stewart Grand Prix, alors nous méritons un bon coup de pied au derrière. Avec notre expérience, nous ne devrions connaître aucun problème. Quant aux qualifications, la règle des 107 % est en fait d'une assez grande marge, si nous ne nous sentions pas capables de nous qualifier, nous ne nous engagerions même pas en championnat. »
Après cette double non-qualification, Eric Broadley se montre rassurant : « Je suis déçu de ne pas faire la course mais pas entièrement surpris. Je ne doute pas que nous nous qualifierons au Brésil et que nous commenceront à remonter sur la grille. »

### Grille de départ
| Pos.                            | No | Pilote                | Écurie            | Temps          | Écart      | Tours |
| ------------------------------- | -- | --------------------- | ----------------- | -------------- | ---------- | ----- |
| 1                               | 3  | Jacques Villeneuve    | Williams-Renault  | 1 min 29 s 369 |            | 12    |
| 2                               | 4  | Heinz-Harald Frentzen | Williams-Renault  | 1 min 31 s 123 | + 1 s 754  | 12    |
| 3                               | 5  | Michael Schumacher    | Ferrari           | 1 min 31 s 472 | + 2 s 103  | 10    |
| 4                               | 10 | David Coulthard       | McLaren-Mercedes  | 1 min 31 s 531 | + 2 s 162  | 12    |
| 5                               | 6  | Eddie Irvine          | Ferrari           | 1 min 31 s 881 | + 2 s 512  | 12    |
| 6                               | 9  | Mika Häkkinen         | McLaren-Mercedes  | 1 min 31 s 971 | + 2 s 602  | 12    |
| 7                               | 16 | Johnny Herbert        | Sauber-Petronas   | 1 min 32 s 287 | + 2 s 918  | 12    |
| 8                               | 7  | Jean Alesi            | Benetton-Renault  | 1 min 32 s 593 | + 3 s 224  | 9     |
| 9                               | 14 | Olivier Panis         | Prost-Mugen-Honda | 1 min 32 s 842 | + 3 s 473  | 11    |
| 10                              | 8  | Gerhard Berger        | Benetton-Renault  | 1 min 32 s 870 | + 3 s 501  | 8     |
| 11                              | 22 | Rubens Barrichello    | Stewart-Ford      | 1 min 33 s 085 | + 3 s 706  | 9     |
| 12                              | 11 | Ralf Schumacher       | Jordan-Peugeot    | 1 min 33 s 140 | + 3 s 761  | 11    |
| 13                              | 17 | Nicola Larini         | Sauber-Petronas   | 1 min 33 s 327 | + 3 s 958  | 11    |
| 14                              | 12 | Giancarlo Fisichella  | Jordan-Peugeot    | 1 min 33 s 552 | + 4 s 183  | 11    |
| 15                              | 20 | Ukyo Katayama         | Minardi-Hart      | 1 min 33 s 798 | + 4 s 429  | 12    |
| 16                              | 15 | Shinji Nakano         | Prost-Mugen-Honda | 1 min 33 s 989 | + 4 s 620  | 11    |
| 17                              | 21 | Jarno Trulli          | Minardi-Hart      | 1 min 34 s 120 | + 4 s 751  | 12    |
| 18                              | 19 | Mika Salo             | Tyrrell-Ford      | 1 min 34 s 229 | + 4 s 860  | 11    |
| 19                              | 23 | Jan Magnussen         | Stewart-Ford      | 1 min 34 s 623 | + 5 s 254  | 9     |
| 20                              | 1  | Damon Hill            | Arrows-Yamaha     | 1 min 34 s 806 | + 5 s 437  | 12    |
| 21                              | 18 | Jos Verstappen        | Tyrrell-Ford      | 1 min 34 s 943 | + 5 s 574  | 11    |
| Règle des 107% : 1 min 35 s 625 |    |                       |                   |                |            |       |
| 22                              | 2  | Pedro Diniz           | Arrows-Yamaha     | 1 min 35 s 972 | + 6 s 603  | 8     |
| Nq.                             | 24 | Vincenzo Sospiri      | Lola-Ford         | 1 min 40 s 972 | + 11 s 603 | 11    |
| Nq.                             | 25 | Ricardo Rosset        | Lola-Ford         | 1 min 42 s 086 | + 12 s 283 | 9     |

## Classement
| Pos. | No | Pilote                | Écurie            | Tours | Temps/Abandon                      | Grille | Points |
| ---- | -- | --------------------- | ----------------- | ----- | ---------------------------------- | ------ | ------ |
| 1    | 10 | David Coulthard       | McLaren-Mercedes  | 58    | 1 h 30 min 28 s 718 (203,926 km/h) | 4      | 10     |
| 2    | 5  | Michael Schumacher    | Ferrari           | 58    | + 20 s 046                         | 3      | 6      |
| 3    | 9  | Mika Häkkinen         | McLaren-Mercedes  | 58    | + 22 s 177                         | 6      | 4      |
| 4    | 8  | Gerhard Berger        | Benetton-Renault  | 58    | + 22 s 841                         | 10     | 3      |
| 5    | 14 | Olivier Panis         | Prost-Mugen-Honda | 58    | + 1 min 00 s 308                   | 9      | 2      |
| 6    | 17 | Nicola Larini         | Sauber-Petronas   | 58    | + 1 min 36 s 040                   | 13     | 1      |
| 7    | 15 | Shinji Nakano         | Prost-Mugen-Honda | 56    | + 2 tours                          | 16     |        |
| 8    | 4  | Heinz-Harald Frentzen | Williams-Renault  | 55    | Freins                             | 2      |        |
| 9    | 14 | Jarno Trulli          | Minardi-Hart      | 55    | + 3 tours                          | 17     |        |
| 10   | 2  | Pedro Diniz           | Arrows-Yamaha     | 54    | + 4 tours                          | 22     |        |
| Abd. | 22 | Rubens Barrichello    | Stewart-Ford      | 49    | Pression d'huile                   | 11     |        |
| Abd. | 19 | Mika Salo             | Tyrrell-Ford      | 42    | Moteur                             | 18     |        |
| Abd. | 23 | Jan Magnussen         | Stewart-Ford      | 36    | Tenue de route                     | 19     |        |
| Abd. | 7  | Jean Alesi            | Benetton-Renault  | 34    | Panne d'essence                    | 8      |        |
| Abd. | 20 | Ukyo Katayama         | Minardi-Hart      | 32    | Alimentation                       | 15     |        |
| Abd. | 12 | Giancarlo Fisichella  | Jordan-Peugeot    | 14    | Sortie de piste                    | 14     |        |
| Abd. | 18 | Jos Verstappen        | Tyrrell-Ford      | 2     | Sortie de piste                    | 21     |        |
| Abd. | 11 | Ralf Schumacher       | Jordan-Peugeot    | 1     | Boîte de vitesses                  | 12     |        |
| Abd. | 6  | Eddie Irvine          | Ferrari           | 0     | Crevaison                          | 5      |        |
| Abd. | 3  | Jacques Villeneuve    | Williams-Renault  | 0     | Collision                          | 1      |        |
| Abd. | 16 | Johnny Herbert        | Sauber-Petronas   | 0     | Collision                          | 7      |        |
| Np.  | 1  | Damon Hill            | Arrows-Yamaha     |       | Accélérateur                       | 20     |        |
| Nq.  | 24 | Vincenzo Sospiri      | Lola-Ford         |       | Non qualifié                       | 23     |        |
| Nq.  | 25 | Ricardo Rosset        | Lola-Ford         |       | Non qualifié                       | 24     |        |

## Pole position et record du tour
- Pole position :  Jacques Villeneuve (Williams-Renault) en 1 min 29 s 369 (vitesse moyenne : 213,577 km/h).
- Meilleur tour en course :  Heinz-Harald Frentzen (Williams-Renault) en 1 min 30 s 585 (vitesse moyenne : 210,710 km/h).

## Tours en tête
- Heinz-Harald Frentzen (Williams-Renault) : 24 tours (1-17 / 33-39) ;
- David Coulthard (McLaren-Mercedes) : 34 tours (18-32 / 40-58)[27]

## Statistiques
Le Grand Prix d'Australie 1997 représente :
- la 2e victoire de David Coulthard[28] ;
- la 105e victoire pour McLaren en tant que constructeur[29] ;
- la 10e victoire pour Mercedes-Benz en tant que motoriste[30] ;
- le 1er Grand Prix de sa carrière pour Ralf Schumacher[31] ;
- le 1er Grand Prix de sa carrière pour Jarno Trulli[32] ;
- le 1er Grand Prix de l'écurie Stewart Grand Prix[33] ;
- le 1er et dernier engagement en Grand Prix de l'écurie MasterCard Lola F1 Team[34].